# اس‌ام یو-۱۳
اس‌ام یو-۱۳ (به انگلیسی: SM U-13) یک زیردریایی بود که طول آن ۵۷٫۸۸ متر (۱۸۹ فوت ۱۱ اینچ) بود. این زیردریایی در سال ۱۹۱۰ ساخته شد.